# Dyschirius chalceus
Dyschirius chalceus – gatunek chrząszcza z rodziny biegaczowatych i podrodziny grzebielników.

## Taksonomia
Gatunek ten opisany został po raz pierwszy w 1837 roku przez Wilhelma Ferdinanda Erichsona.

## Morfologia
Chrząszcz o mocno wydłużonym, w tyle walcowatym ciele długości od 5,1 do 6,4 mm. Wierzch ciała zwykle ubarwiony jest metalicznie ciemnobrązowo, rzadziej metalicznie zielono-czarno. Głowa ma nadustek pozbawiony zęba pośrodku przedniej krawędzi. Czułki są brązowoczerwone z przyciemnionymi, wyraźnie pogrubionymi, szerszymi niż dłuższymi członami wierzchołkowymi. Barwa głaszczków również jest brązowoczerwona. Obrzeżenie boków przedplecza wyraźnie sięga ku tyłowi do tylnego chetoporu (punktu szczecinkowego). Pokrywy są przysadziste, o podstawie z silnym, niemal lustrzanym połyskiem, tylko przy samych chetoporach przypodstawowych z mikrorzeźbą. Rzędy pokryw są słabo wgłębione, wyraźnie i w nasadowej połowie gęsto punktowane, ku wierzchołkom zwykle niemal zanikające, aczkolwiek zdarzają się okazy o rzędach wyraźnych aż po szczyty pokryw. Szew przy podstawie jest mocno wgłębiony. Międzyrzędy są płaskie do co najwyżej delikatnie wypukłych. Powierzchnie pokryw mają po jednym chetoporze (punkcie szczecinkowym) przypodstawowym, po jednym chetoporze zabarkowym, po dwa, a czasem trzy chetopory dyskalne i po dwa chetopory przedwierzchołkowe. Skrzydła tylnej pary są w pełni wykształcone. Odnóża są czerwonobrązowe z przyciemnionymi udami. Te pierwszej pary są grzebne i mają golenie o bardzo niewyraźnym i stępionym dolnym spośród ząbków krawędzi zewnętrznej oraz o krótszej od kolca wierzchołkowego i delikatnie zakrzywionej ostrodze.

## Ekologia i występowanie
Owad rozmieszczony na nizinach. Halobiont zasiedlający pobrzeża mórz i słonawiska śródlądowe, sporadycznie zalatujący na niezasolone stanowiska wilgotne o gliniastym podłożu. Żyje w wykopanych w glebie norkach. Poluje na drobne bezkręgowce.
Gatunek palearktyczny. W Europie znany jest z Francji, Belgii, Holandii, Niemiec, Włoch, Danii, Szwecji, Polski, Czech, Słowacji, Ukrainy, Mołdawii, Rumunii, Bułgarii oraz europejskich części Rosji i Turcji. W Azji podawany jest z Azerbejdżanu, Iranu, Kazachstanu, Turkmenistanu, Kirgistanu, Afganistanu, Mongolii, Chin oraz syberyjskiej i dalekowschodniej części Rosji.